# دختر مقدس
دختر مقدس (اسپانیایی: La niña santa‎، انگلیسی: The Holy Girl) فیلمی در ژانر درام به کارگردانی لوکرسیا مارتل است که در سال ۲۰۰۴ میلادی توسط لیتا استانتیک تهیه و تولید شد.
سینمای آرژانتین در سال‌های اولیهٔ دههٔ ۲۰۱۰ میلادی محبوبیت و رونق جدیدی در سطح جشنواره‌های جهانی پیدا کرد و لوکرسیا مارتل با دو فیلم، باتلاق (۲۰۰۲ میلادی) و دختر مقدس به‌عنوان کارگردانی شاخص از این سینما، مطرح شد. هر دو فیلم در زادگاه او، شهر سالتا در شمال غربی آرژانتین، در دامنهٔ کوه‌های آند و در حاشیهٔ جنگل‌های بارانی می‌گذرند. در دختر مقدس همه‌کس چیزی، احساسی و رازی برای پنهان کردن دارد.

## خلاصه داستان
دختر نوجوانی که رفته‌رفته پا به دوران بلوغ می‌گذارد، در هتل بزرگی زندگی می‌کند که به مادر مطلقه‌اش و عمویش تعلق دارد و توسط آن دو اداره می‌شود. این دختر و بهترین دوستش، کنجکاوی‌های دوران بلوغ‌شان را پیدا کرده‌اند. اما تربیت کاتولیکی دوستش و مایل نبودن او به صحبت دربارهٔ چنین مسائلی، باعث شده خیال‌پردازی‌های‌شان دربارهٔ این‌گونه مسائل، فراتر از دانش و اطلاعات واقعی‌شان برود. همایش پزشکان که در آن هتل برگزار می‌شود، تعدادی دکتر را به آن‌جا می‌کشاند. شیطنت‌های یکی از پزشکان باعث می‌شود که در نهایت...

## جایزه
- جشنواره بین‌المللی فیلم سائو پائولو: جایزه منتقدان و لوح تقدیر به لوکرسیا مارتل. ۲۰۰۴ میلادی.

این فیلم همچنین در جشنواره‌های مختلف نمایش داده شد، از جمله: جشنواره فیلم کارلووی واری، جشنواره بین‌المللی فیلم تورنتو، جشنواره فیلم لندن، جشنواره فیلم هنگ کنگ.